# Iljušin Il-4
Iljušin Il-4 (před rokem 1941 označovaný DB-3F, v kódu NATO: „Bob“) byl ve Velké vlastenecké válce hlavním strojem sovětského dálkového bombardovacího letectva. Lze jej považovat za jedno z nejlepších letadel Sovětského svazu v druhé světové válce i za stroj, který mohl konkurovat zahraničním letadlům této kategorie.

## Vývoj

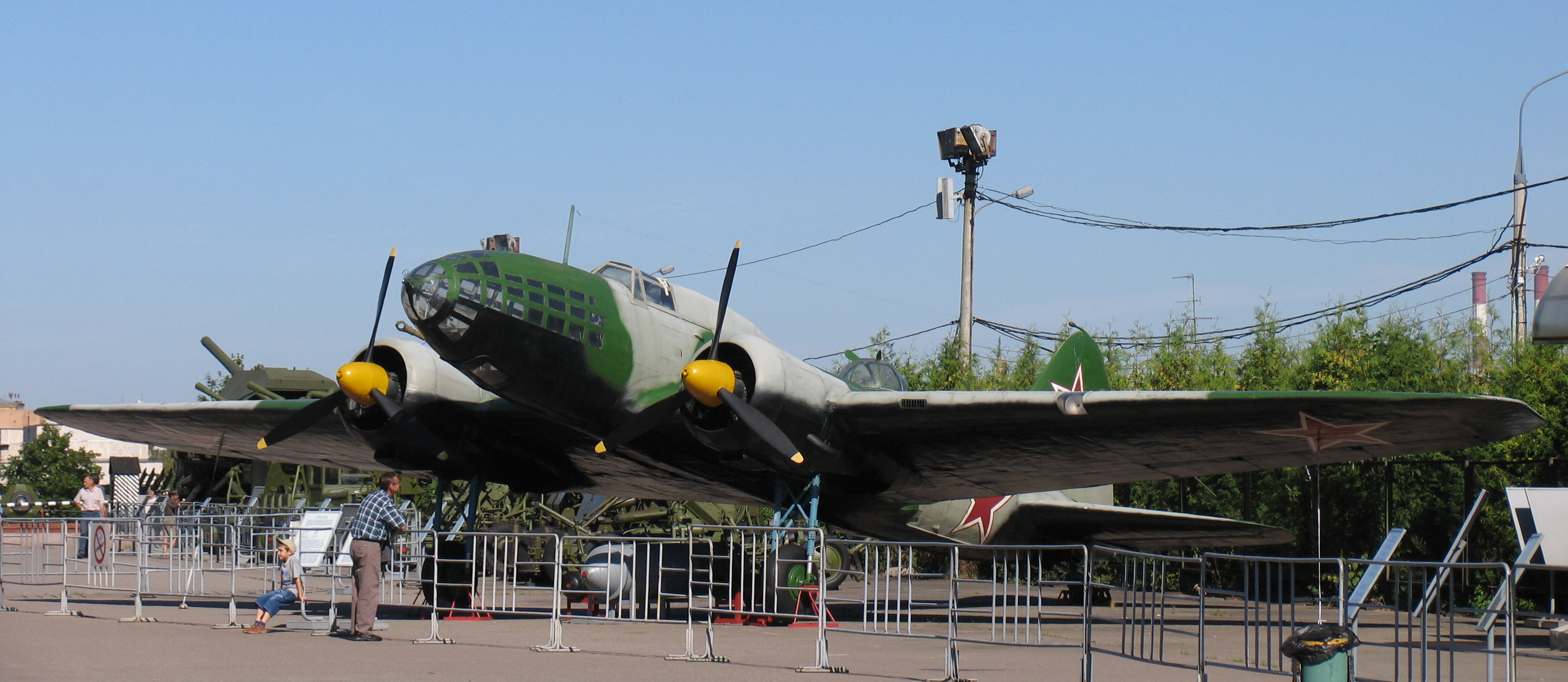
Il-4 v Moskvě

Bombardovací letadlo Il-4 vzniklo v konstrukční kanceláři S. V. Iljušina, který se od roku 1934 zabýval vývojem nového dálkového bombardéru. Byl sestrojen prototyp CKB-26 a roku 1936 další prototyp CKB-30. Ten se při zkouškách ukázal jako velice obratný stroj, takže upoutal pozornost letectva Rudé armády i námořního letectva, které ho chtělo používat jako torpédonosný letoun. Výroba tohoto letadla, které dostalo označení DB-3 byla sice ještě roku 1936 schválena, ale její realizace byla odkládána kvůli výrobě typu DB-2, která však byla záhy zastavena. A tak se stroj DB-3 začal dostávat do výzbroje Rudé armády až roku 1937. Mezitím uskutečnil zkušební pilot Vladimir K. Kokkinaki s tímto letadlem několik světových výškových rekordů, kdy např. jeden z nich byl překonán až roku 1946 čtyřmotorovým strojem Boeing B-29 Superfortress. Výškové výkony jasně dokazovaly velký kvalitativní skok letounu DB-3 proti těžkopádným DB-1 a DB-2. V letech 1937 až 1939 byla s CKB-30 (DB-3) též uskutečněna řada dálkových letů, které si vysloužily pozornost na celém světě. Roku 1939 prošla zkouškami nová verze letadla, označená jako DB-3F, která měla nové motory, zlepšenou aerodynamiku a s tím související lepší parametry. Dodávky těchto strojů k armádě vzrostly v roce 1940, ale stále nedokázaly plně pokrýt skutečnou potřebu pozemního i námořního letectva. Na začátku roku 1941 došlo ke změně označení sovětských letadel, takže stroj DB-3F  byl přejmenován na Iljušin Il-4.

## Bojové nasazení

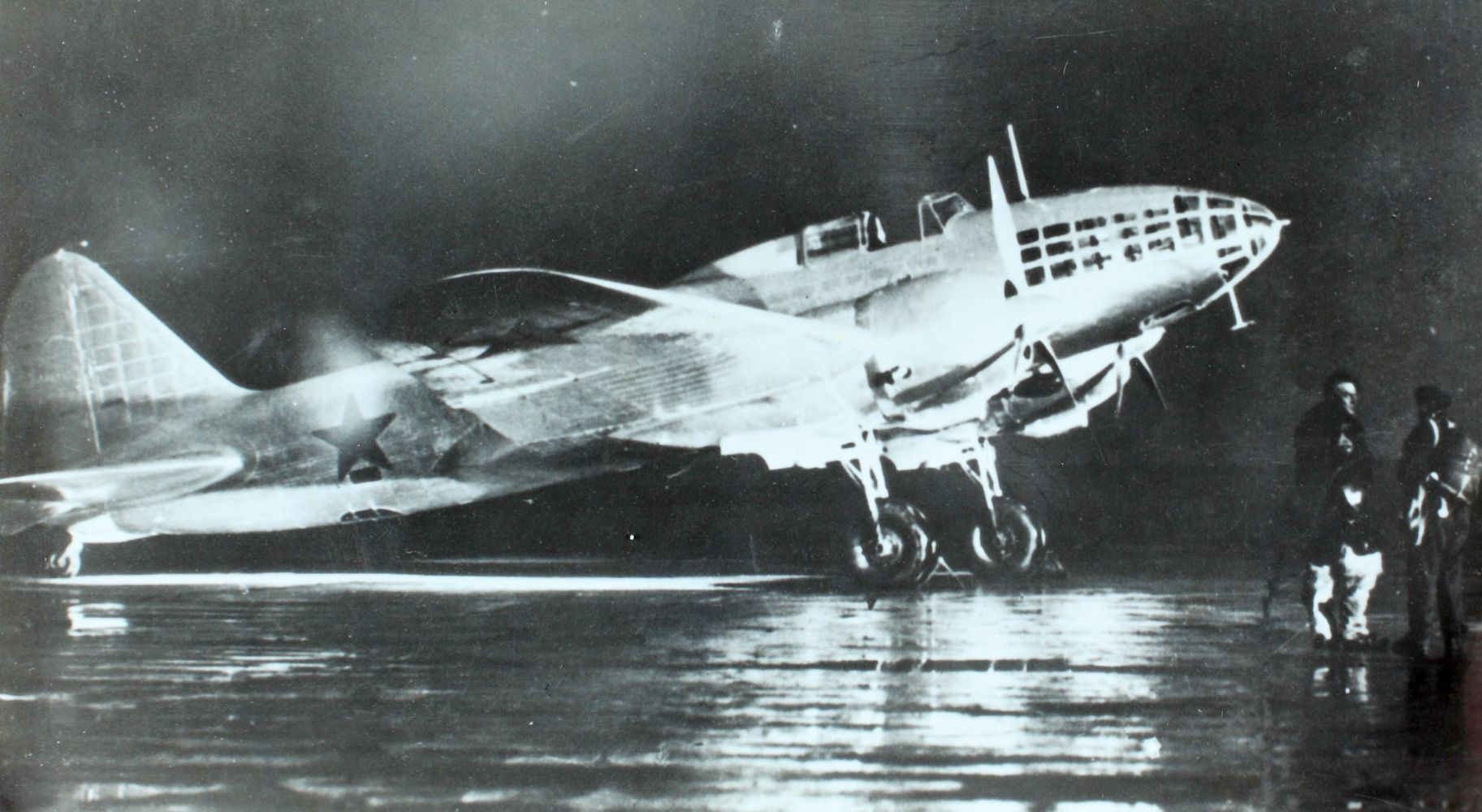
Iljušin Il-4

V noci na 8. srpna 1941 vzlétla skupina letounů Il-4 a Jer-2 Baltského loďstva z ostrova Saaremaa v Baltském moři a podnikla neočekávaný nálet na Berlín. Tento nálet byl později opakován, avšak kvůli evakuaci ostrovů, ležících blízko estonského pobřeží, bombardování Berlína ze strany Sovětského svazu ustalo. Letadla byla úspěšně nasazována k bombardování strategických cílů, byla však také používána k bombardování ve frontové oblasti.
Celkem bylo vyrobeno 6890 kusů.

## Popis konstrukce
Tří- až čtyřmístný dvoumotorový střední dálkový bombardovací letoun celokovové samonosné konstrukce, dolnoplošník se záďovým zatahovacím podvozkem.

## Specifikace

Třípohledový nákres Il-4

Údaje dle

### Technické údaje
- Osádka:
- Rozpětí: 21,44 m
- Délka: 14,80 m
- Výška: 4,20 m
- Nosná plocha: 66,70 m²
- Hmotnost prázdného letounu: 6 000 kg
- Vzletová hmotnost: 10 000 kg
- Pohonná jednotka: 2 × hvězdicový motor Tumanskij M-88B, každý o výkonu 1 100 k (809,05 kW)

### Výkony
- Maximální rychlost: 410 km/h
- Počáteční stoupavost: 270 m/min
- Dostup: 10 000 m
- Dolet: 2 600 / 4 260 km

### Výzbroj
- 3× kulomet BS ráže 12,7 mm nebo ŠKAS ráže 7,62 mm
- max. 2500 kg pum v pumovnici a na vnějších závěsnících, nebo 1000 kg v pumovnici, popř. letecké torpédo o hmotnosti 940 kg na závěsníku.